# Bergün Filisur
Bergün Filisur es un municipio en la región de Albula en el cantón de los Grisones en Suiza. El 1 de enero de 2018 los antiguos municipios de Bergün/Bravuogn y Filisur se fusionaron para formar el nuevo municipio de Bergün Filisur.

## Historia

### Bergün
Bergün/Bravuogn se menciona por primera vez en 1209 como de Bregonio.

### Filisur
Filisur se menciona por primera vez en 1262 como villa Fallisour.

## Geografía
Después de la fusión, Bergün Filisur tiene un área, a partir de 2009, de 190,14 km².

## Población
El municipio nuevo tiene una población (en  diciembre de 2016) de 961.

## Población histórica
La población histórica se da en la siguiente tabla. Durante la construcción de la línea del Ferrocarril Rético, la población de ambas comunidades aumentó significativamente.

## Tiempo
Filisur tiene un promedio de 107.7 días de precipitación por año y en promedio recibe 915 mm de la misma. El mes más lluvioso es agosto, tiempo durante el cual Filisur recibe un promedio de 123 mm de precipitación. Durante este mes hay precipitación por un promedio de 11.7 días. El mes más seco del año es febrero con un promedio de 40.4 mm de precipitación durante 6.5 días.

## Sitios de patrimonio de importancia nacional
La iglesia municipal y el Chasa Jenatsch con su granero en Bergün y las ruinas del castillo de Greifenstein y el viaducto Schmittentobel-Landwasser del ferrocarril rético en Filisur figuran como bienes culturales de interés nacional y regional. Los pueblos y aldeas de Bravuogn, Latsch, Stugl y Filisur forman parte del Inventario de Sitios del Patrimonio Suizo.

El ferrocarril de Albula se convirtió en Patrimonio de la Humanidad por la UNESCO en 2008. Mantiene el Bahnmuseum Albula en la estación de tren de Bergün. Este museo ferroviario documenta la construcción de la línea Albula. 

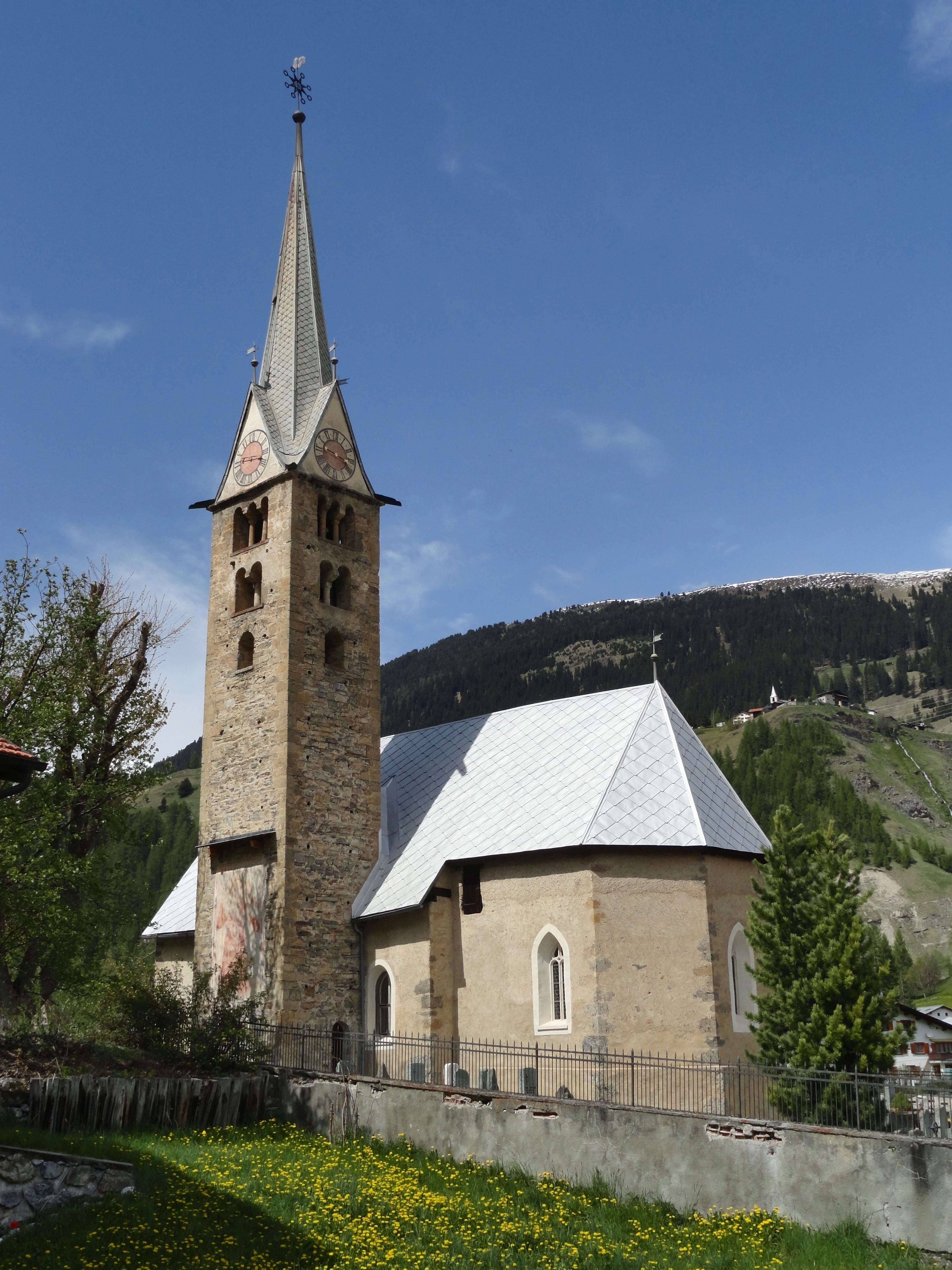
Iglesia de pueblo de Bergün
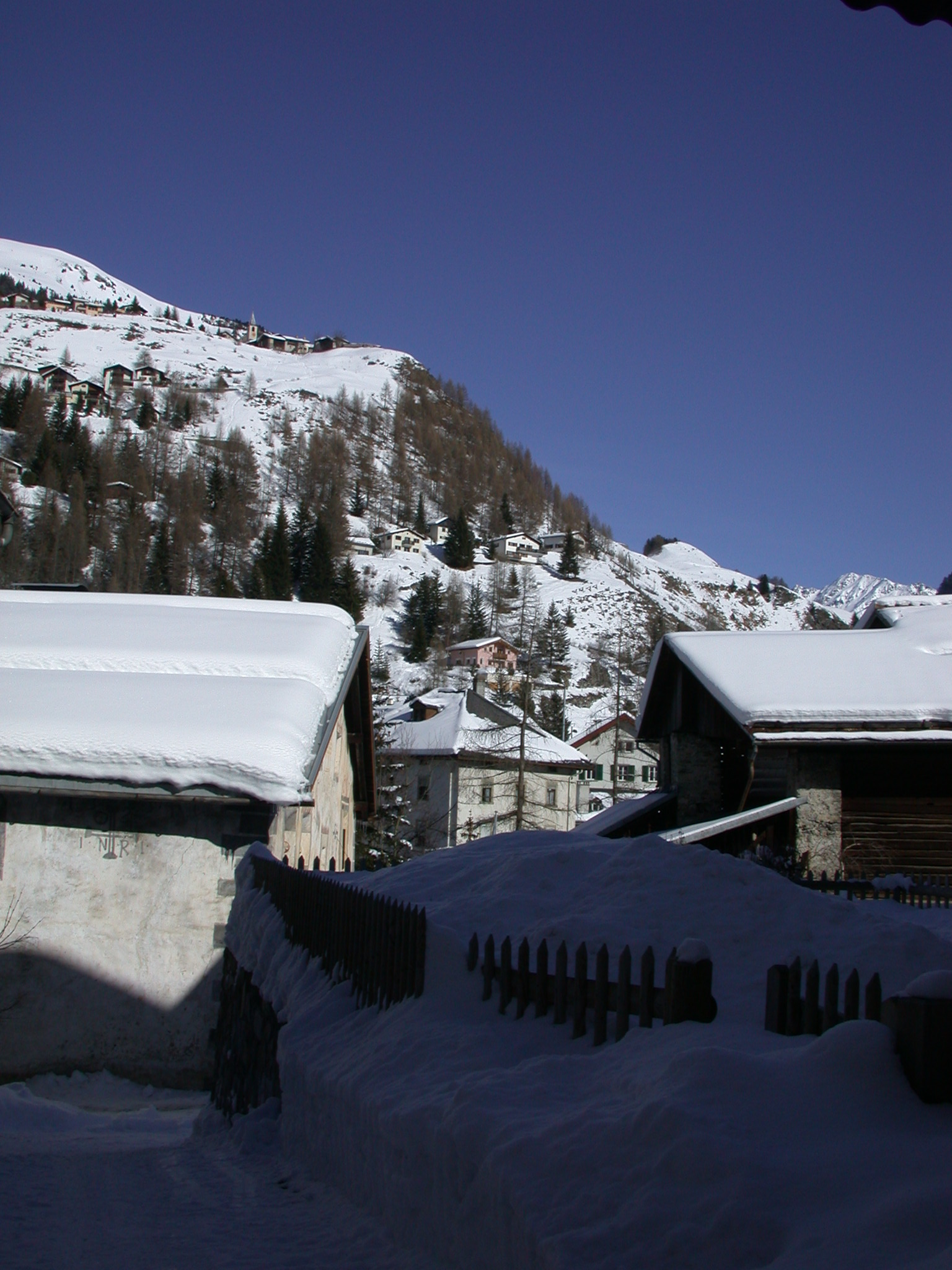
Chasa Jenatsch y granero
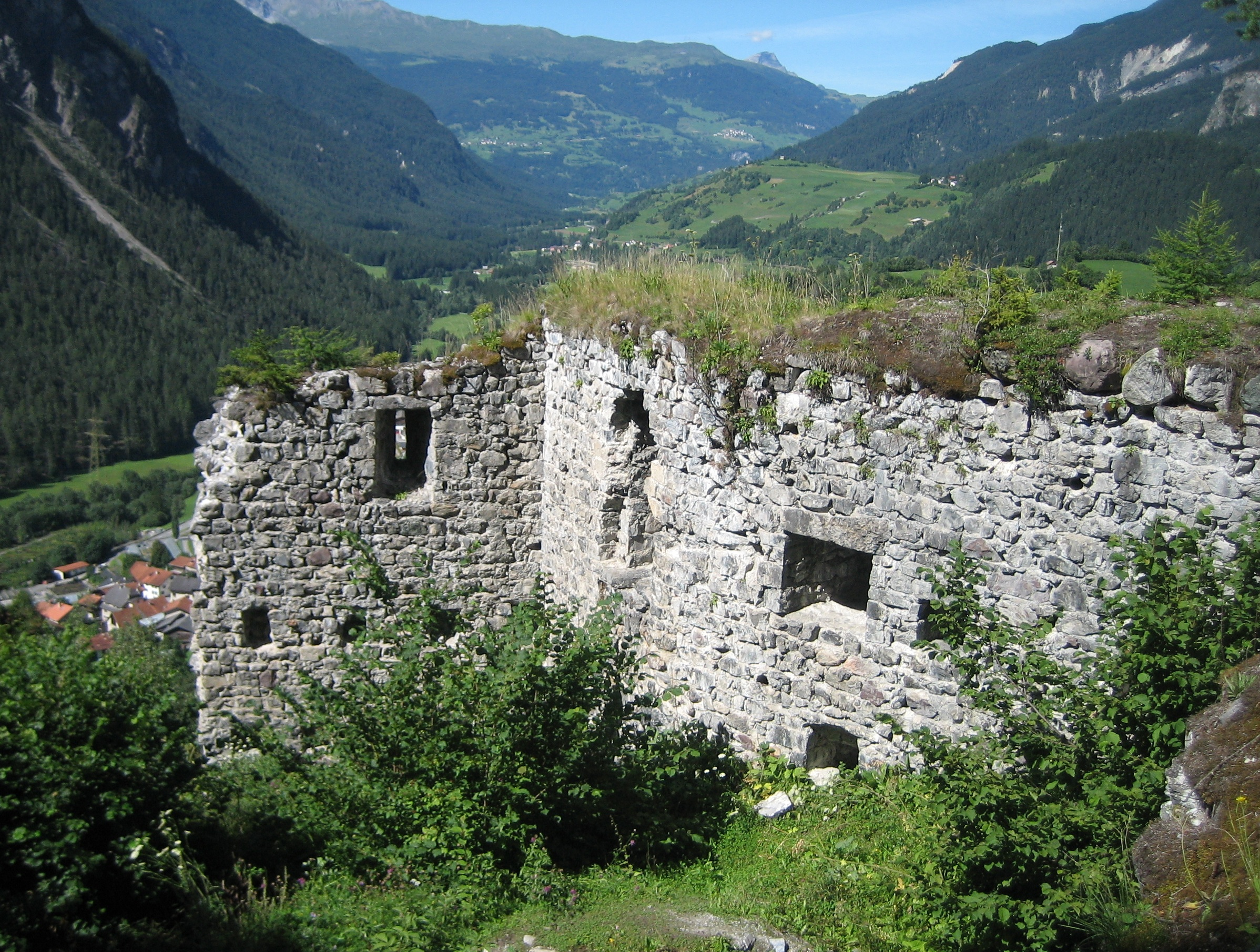
Ruinas del castillo de Greifenstein
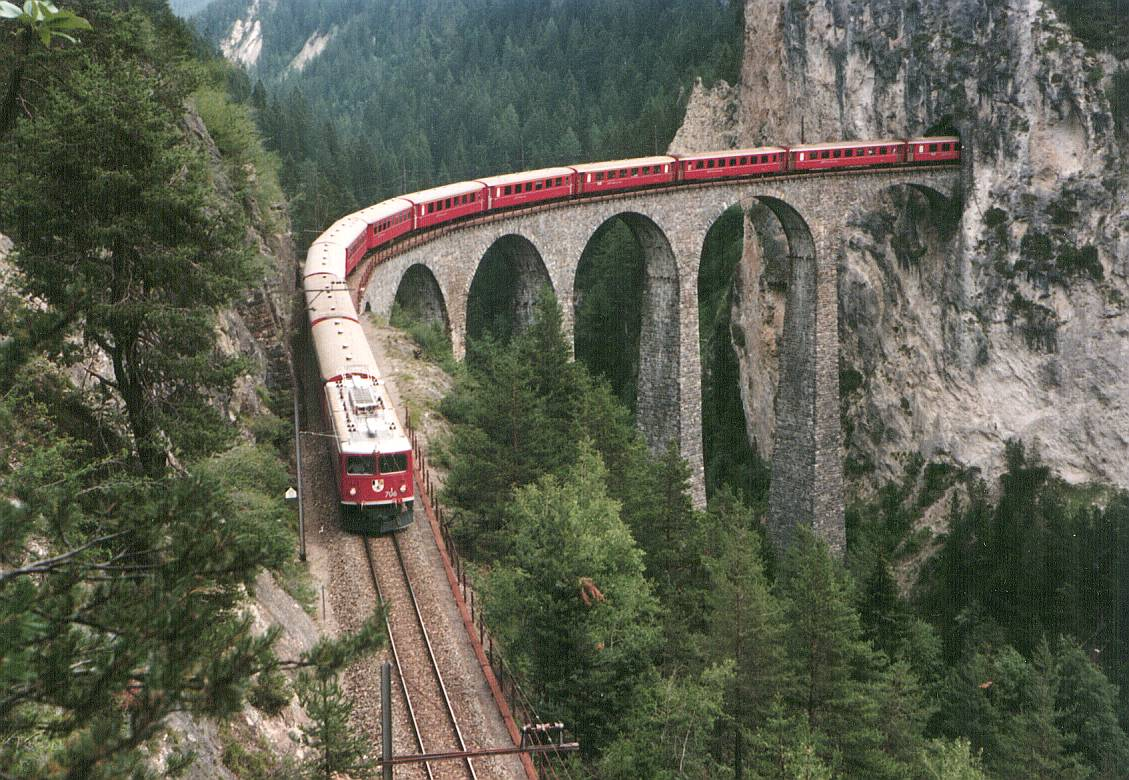
Viaducto Landwasser,  65  m de alto y 136 de largo, construido en 1902